# Rona-Alpe
Rona-Alpe (fra. Rhône-Alpes) je bivša (1982. – 2015.) francuska regija. Bila je druga po veličini regija u Francuskoj poslije regije Pireneji-Jug. Najveći grad je bio Lyon. Pokrajina je dobila ime po Alpama i rijeci Rhône.

## Administracija
Od 2004. – 2010. na snazi je bila ljevičarska kooalicija Socijalističke Partije, Komunističke Partije i Zelenih. Oni sveukupno imaju 94 zastupnika u Regionalnom Vijeću. Kooalicija UMP - UDF - DVD ima 45 zastupnika, dok krajnje desna Nacionalna Fronta (FN) ima 18 zastupnika.

## Ekonomija
Regija Rona-Alpe je druga najbogatija pokrajina u Francuskoj (poslije pokrajine Île-de-France).
Pokrajina svoje bogatstvo može zahvaliti raznolikosti svoga gospodarstva. U regiji su razvijeni turizam, poljoprivreda i industrija visoke tehnologije. Od poljoprivrede su najpoznatiji proizvodi lokalni sirevi, vina i voće. Industrija je ponajviše razvijena u Lyonu i Grenobleu. Najrazvijeniji je zimski turizam (neka od najboljih francuskih skijališta se nalaze u ovoj regiji).

## Zemljopis
Pokrajina graniči s ovim francuskim regijama: Provansa-Alpe-Azurna obala, Languedoc-Roussillon, Auvergne, Burgundija i Franche-Comté. Na istoku, graniči sa švicarskim kantonima: Vaud, Valais i Ženeva. Na jugu graniči s talijanskim pokrajinama: Val d'Aoste i Pijemont.

## Stanovništvo
Ovo je druga pokrajina u Francuskoj po količini stanovništva. Godišnji rast stanovništva je oko 0,6%. Mjesta s najviše stanovnika su Lyon (1 648 216 stanovnika) i Grenoble (514 559 stanovnika).

## Vanjske poveznice
- Službena stranica regije Rona-Alpe
- Turistička mjesta u regiji Rona-Alpe

|  | Portal Francuske – Pristup člancima s tematikom o Francuskoj. |